# Monte Hotham
Monte Hotham es una montaña en Victoria, Australia. Es albergue de la Villa del Monte Hotham (Mount Hotham Village), y de la estación de esquí del Mote Hotham Mount (Hotham Ski Resort). La montaña está situada aproximadamente a 357 kilómetros al noreste de Melbourne, 746 kilómetros de Sídney, y 997 kilómetros de Adelaida por carretera. La cima del Monte Hotham se eleva a una altitud de 1,861 metros sobre el nivel del mar. La Villa del Monte Hotham se encuentra a una altitud de 1,750 metros, haciéndola la segunda villa de recreo más alta después de Charlotte Pass.
La Estación Alpina del Monte Hotham (Mount Hotham Alpine Resort) es una Área no incorporada de Victoria.

## Esquí
El Monte Hotham mantiene el récord para la nevada más alta de cualquier centro turístico de en la década de 1990.  La mayor parte del esquí se realiza en un lado del gran valle, y el área conecta a las Planicies Altas Bogong.
El Monte Hotham presenta 3.2 de kilómetros cuadrados de área de esquís, incluyendo 35 kilómetros de pistas de esquí de fondo arboladas y una cadena de 13 ascensores. El más largo recorrido en el Monte Hotham mide 2.5 kilómetros de largo. El Monte Hotham presenta una abundancia de trayectos para los esquiadores y tablistas de todos los estándares desde los principiantes (20%) a intermedios (40%) y avanzados (40%). El centro turístico es albergue de uno de los trayectos más difíciles de Australia, el empinado Mary's Slide (Resbaladero de Mary). 
|  |
|  |
|  |
|  |